# شخض رفيع الأوراق
شخض رفيع الأوراق (الاسم العلمي:Justicia angustifolia) هو نوع غير مؤكد من النباتات يتبع جنس الشخض من الفصيلة الأقنتية.